# Теодор, Жозе
Жозе́ Николя́ Теодо́р (фр. José Nicholas Théodore; род. 13 сентября 1976, Лаваль, Квебек) — канадский хоккеист, вратарь.

## Биография
В Национальной хоккейной лиге выступал с 1995 года. На драфте 1994 года был выбран во втором раунде под общим 44-м номером командой «Монреаль Канадиенс». 8 марта 2006 года был обменян в «Колорадо Эвеланш». В 2008 году как неограниченно свободный агент перешёл в «Вашингтон Кэпиталз».
В 2010 году Теодор подписал однолетний контракт с «Миннесотой». Сумма контракта — 1,1 миллиона долларов.
1 июля 2011 года Жозе Теодор подписал контракт с «Флоридой». За два следующих года Теодор заработает 3 миллиона долларов.
Теодор является одним из немногих вратарей, которые забивали гол. 2 января 2001 года в матче «Монреаль Канадиенс» — «Нью-Йорк Айлендерс» при счете 3:2 в пользу «Канадцев» Жозе со своей половины поля забил в пустые ворота и увеличил счёт.
Всего в НХЛ провёл 643 матча и одержал 286 побед. В плей-офф Кубка Стэнли сыграл 56 матчей и одержал 21 победу. При этом не было ни одного плей-офф, в котором Теодор одержал бы побед больше, чем у него было поражений.
Имел кличку Threeormore, созвучную с его фамилией, потому что часто пропускал три и более шайбы за игру.

## Достижения и награды
- Билл Мастертон Трофи — 2009/10 («Вашингтон Кэпиталс»)
- Победитель Кубка мира 2004
- Харт Мемориал Трофи, 2002 («Монреаль Канадиенс»)
- Везина Трофи, 2002 («Монреаль Канадиенс»)
- Роджер Крозье Эворд, 2002 («Монреаль Канадиенс»)
- Участник матча «Всех звёзд» НХЛ (2002, 2004)
- Чемпион мира среди молодёжи: 1996
- Признан лучшим вратарём молодёжного чемпионата мира 1996 года, включён в символическую сборную турнира
- Обладатель Президентского кубка QMJHL: 1995 («Халл Олимпикс»)
- Обладатель Ги Лафлёр Трофи: 1995 («Халл Олимпикс»)
- Обладатель Кубка Ford: 1995 («Халл Олимпикс»)